# St. Joseph (Sythen)

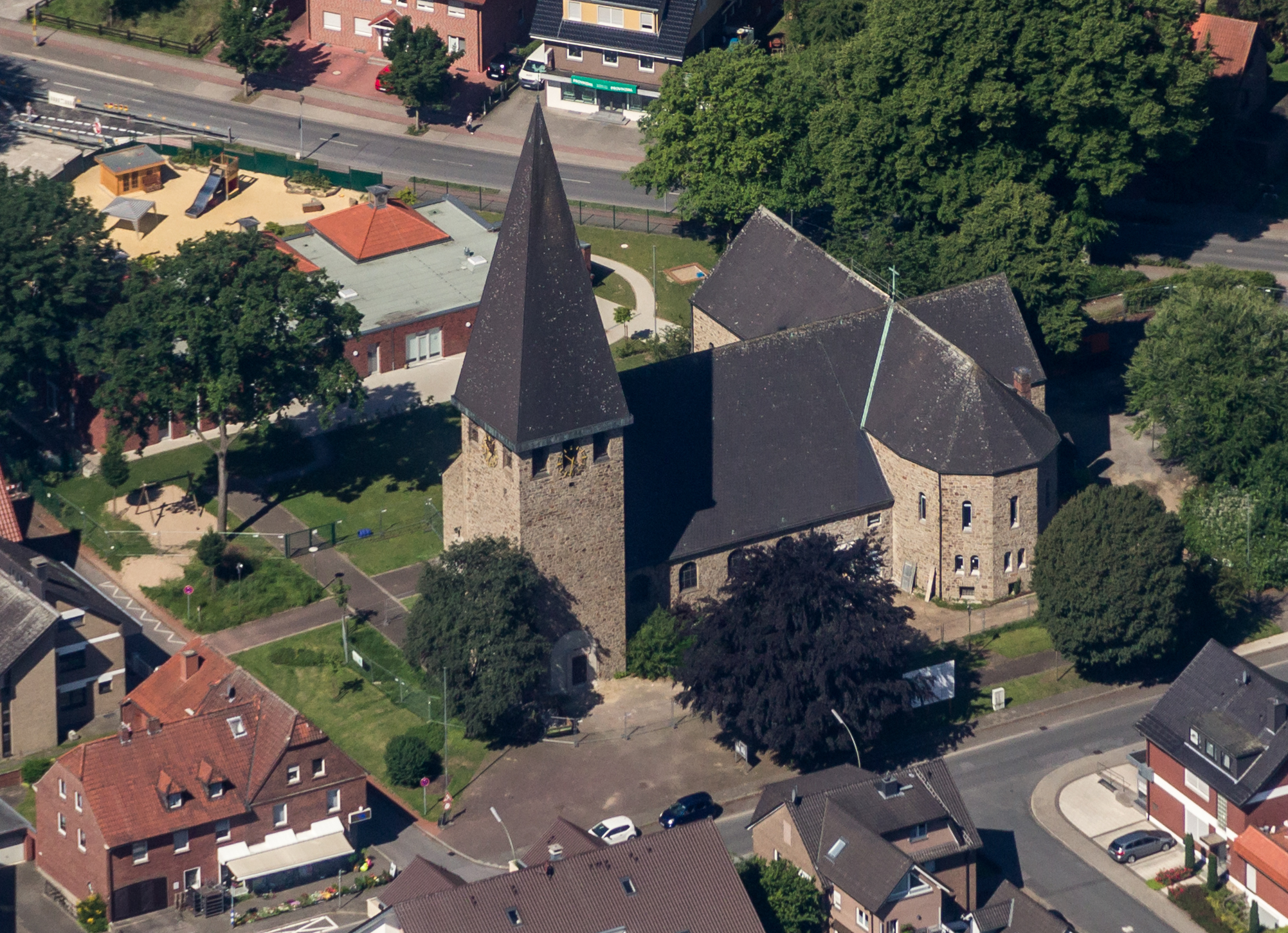
St. Joseph (Sythen)

Die römisch-katholische, denkmalgeschützte Pfarrkirche St. Joseph steht in Sythen, einem Ortsteil der Stadt Haltern am See im Kreis Recklinghausen von Nordrhein-Westfalen. Die Kirche und das integrierte Gemeindezentrum gehören zur Pfarrei St. Sixtus im Kreisdekanat Recklinghausen des Bistums Münster.

## Beschreibung
Die Grundsteinlegung der Kreuzkirche erfolgte am 15. August 1909. Sie besteht aus einem Langhaus und einem eingezogenen, gerade geschlossenen Chor im Nordwesten, vor dem sich ein Querschiff befindet. Der mit einem spitzen Pyramidendach bedeckte Kirchturm steht in der Südostecke des Langhauses. Sein oberstes Geschoss beherbergt die Turmuhr und den Glockenstuhl, in dem fünf Kirchenglocken hängen. 
1958/59 wurde die Kirche umgebaut, um den Gottesdienstraum zu erweitern. 2013/14 wurde ein erneuter Umbau vorgenommen. Die von Franz Breil gebaute Orgel wurde 2014 von Romanus Seifert & Sohn restauriert.